# Ablautus mimus
Ablautus mimus mimus là một phân loài ruồi trong họ Asilidae. Ablautus mimus mimus được Osten-Sacken miêu tả năm 1877. Phân loài này phân bố ở vùng Tân Bắc giới.